# رنف كثير الزهور
رنف كثير الزهور (الاسم العلمي: Delonix floribunda)، نوع من نباتات البقولية. توجد فقط في مدغشقر.
لها رؤوس مسطحة كبيرة جدًا من الزهور الصفراء تظهر في أواخر الربيع. تُزرع لزينة حيث لها منظر مُبهرج في تربة غنية في مناخ معتدل إلى استوائي. يمكن أن تتكاثر من البذور.